# Ivars Godmanis
Ivars Godmanis (ur. 27 listopada 1951 w Rydze) – łotewski polityk i fizyk. W latach 1990–1993 pierwszy premier Łotwy po odzyskaniu przez kraj niezależności od ZSRR, minister spraw wewnętrznych w latach 2006–2007, a w okresie 2007–2009 ponownie premier Łotwy. Poseł do Parlamentu Europejskiego VII kadencji.

## Życiorys

### Wykształcenie i działalność zawodowa
W 1974 został absolwentem fizyki na Uniwersytecie Łotwy w Rydze ze specjalizacją fizyka ciała stałego. W 1992 uzyskał stopień doktora fizyki. W 1993 ukończył kurs zarządzania finansowego i biznesowego w Niemczech.
Po studiach został asystentem w instytucie fizyki ciał stałych na Uniwersytecie Łotwy, pracował na tej uczelni w latach 1974–1988.

### Działalność polityczna 1988–2007
Pod koniec lat 80. rozpoczął działalność polityczną. Wstąpił do Łotewskiego Frontu Ludowego, w latach 1988–1990 był jego wiceprzewodniczącym. Od 7 maja 1990 do 3 sierpnia 1993 sprawował urząd premiera, działając na rzecz transformacji ekonomicznej od gospodarki centralnie planowanej do wolnorynkowej. Po rozpadzie Łotewskiego Frontu Ludowego, w 1993 wstąpił do Łotewskiej Drogi, liberalnej partii założonej w większości przez działaczy jego dotychczasowej organizacji. Następnie w okresie od 26 listopada 1998 do 16 lipca 1999 zajmował stanowisko ministra finansów.
Po wyborach parlamentarnych w 2006 Ivars Godmanis objął 7 listopada tego samego roku stanowisko ministra spraw wewnętrznych w rządzie Aigarsa Kalvītisa. Zajmował je do 20 grudnia 2007. Został przewodniczącym Łotewskiej Drogi (2004–2007) i współprzewodniczącym federacji LPP/LC (2007–2009).

### Premier 2007–2009

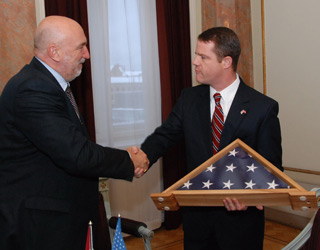
Ivars Godmanis (z lewej) z ambasadorem USA na Łotwie

Po dymisji urzędującego premiera, Ivars Godmanis 14 grudnia 2007 został desygnowany przez prezydenta Valdisa Zatlersa na nowego szefa rządu. 20 grudnia tego samego roku Sejm zaakceptował gabinet pod jego kierownictwem stosunkiem głosów 54 do 43. 15 ministrów spośród wszystkich 19 zajmowało swoje stanowiska w poprzednim rządzie.
Jesienią 2008 gabinet Ivarsa Godmanisa stanął w obliczu kryzysu ekonomicznego, skutkującego spadkiem PKB (o 4,3% w III kwartale 2008 i o 10,4% w IV kwartale tego samego roku), wzrostem bezrobocia i inflacji. Rząd przejął drugi co do wielkości bank (Parex Bank), zaciągnął pożyczkę od MFW i UE w wysokości kilku mld USD. Zapowiedział również szereg cięć budżetowych i podwyżkę podatków, co doprowadziło do masowych demonstracji w Rydze w styczniu 2009.
4 lutego 2009 jego rząd przetrwał głosowanie nad wotum nieufności, zgłoszonym przez partie opozycyjne 40 do 51. 13 lutego 2009 prezydent Łotwy ogłosił, że stracił zaufanie do Ivarsa Godmanisa, a tydzień później dwie partie koalicji rządzącej (Partia Ludowa i Związek Zielonych i Rolników) zażądały jego dymisji. Tego samego dnia Ivars Godmanis złożył rezygnację rządu na ręce Valdisa Zatlersa, który ją zaakceptował. 26 lutego 2009 prezydent desygnował na stanowisko premiera Valdisa Dombrovskisa, zaś partia dotychczasowego premiera przeszła do opozycji.

### Działalność po odejściu z rządu
W wyborach do Parlamentu Europejskiego w 2009 Ivars Godmanis został jednym z ośmiu łotewskich posłów. Mandat uzyskał z pierwszego miejsca listy LPP/LC. W PE VII kadencji przystąpił do grupy Porozumienia Liberałów i Demokratów na rzecz Europy, europosłem był do 2014.

## Życie prywatne
Rozwiedziony z żoną Ramoną, z którą ma troje dzieci. Związał się z Ilzą Pētersone, urzędnikiem państwowym i doradczynią premiera ds. polityki zagranicznej i bezpieczeństwa.

## Odznaczenia
- Medal Rady Bałtyckiej – 2009[13]